# Kfz-Kennzeichen (Somaliland)

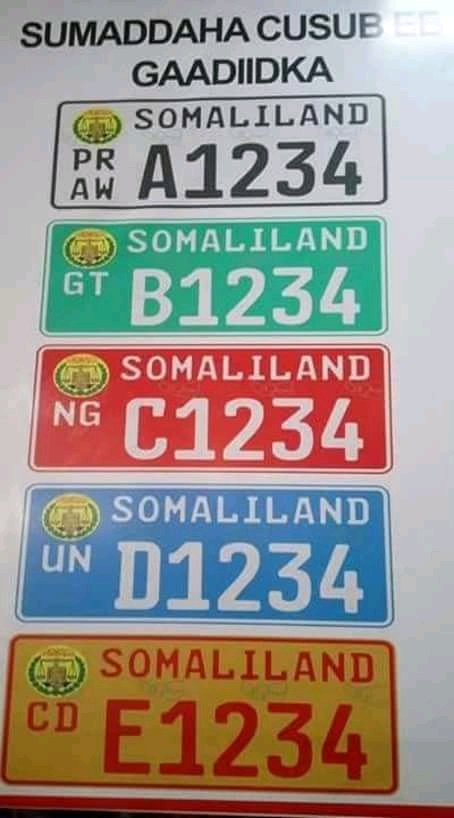
Aktuelle Kfz-Kennzeichen von Somaliland

Kfz-Kennzeichen in Somaliland ermöglichen die Identifikation von Fahrzeugen, die in Somaliland registriert wurden. Die heutigen Kfz-Kennzeichen mit schwarzer Schrift auf weißem Hintergrund sind seit 2005 in Gebrauch. Die Nummer und der Name des Staates sind jeweils sowohl in lateinischer als auch in arabischer Schrift vorhanden. Die englische Staatsbezeichnung „Somaliland“ steht in der Kurzform „S.LAND“ auf dem Kfz-Kennzeichen.

## Geschichte

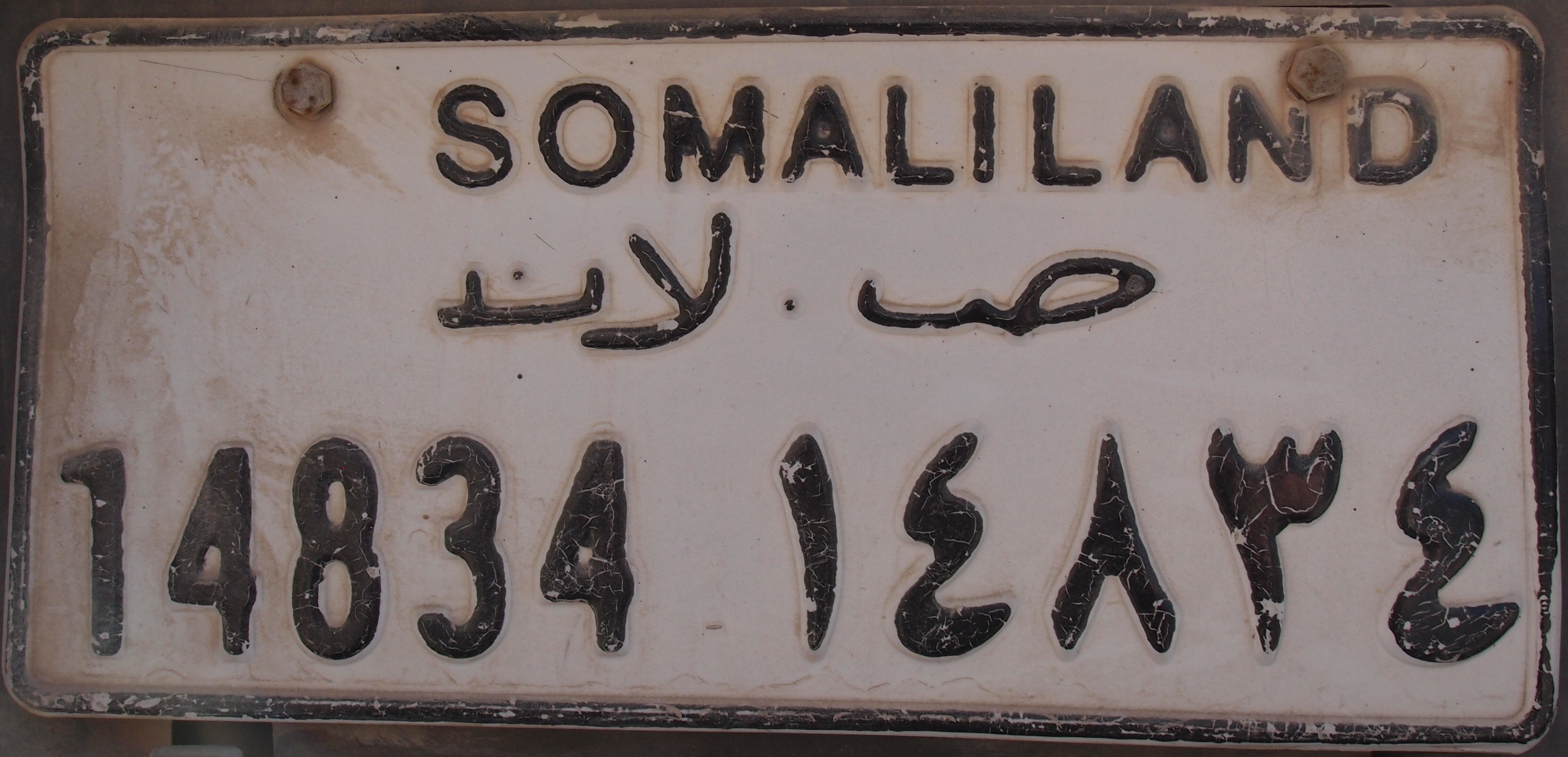
Das ehemalige Kfz-Kennzeichen von Somaliland

Somaliland führte sein eigenes Kennzeichensystem im Jahre 1996 ein. Die Kennzahl sowie der Name des Staates waren jeweils sowohl in lateinischer als auch in arabischer Schrift geschrieben, der Staatsname „Somaliland“ wurde nicht abgekürzt. Diese Form wurde 2005 durch das heutige Format ersetzt.

## Spezialkennzeichen
- Regierung und staatliche Institutionen: weiße Schrift auf grünem Hintergrund. Die Staatsbezeichnung „Somaliland“ ist nicht abgekürzt
- ausländische humanitäre Hilfe: weiße Schrift auf rotem Hintergrund. Die Staatsbezeichnung ist mit „S.LAND“ abgekürzt